# Naravni toplotni obtok
Narávni toplôtni obtók je pojav, pri katerem se tekočina giblje izključno zaradi prisotnosti virov in ponorov toplote, zaradi katerih se ustvarijo v tekočini temperaturne razlike. Pogoji za nastanek toplotnega obtoka so še: obstoj težnost|težnosti in višinske razlike (glede na polje težnosti) med viri in ponori toplote. Toplotni obtok temelji tudi na raztezanju tekočine, ki pa je splošna lastnost tako kapljevin kot plinov.
V vsakdanjem življenju se lahko opazi toplotni obtok pri ogrevanju prostorov. Zrak se pri viru toplote, na primer radiatorju segreje, in zato zaradi vzgona dviga. Ob stenah, oknih in stropu se zrak hladi ter zaradi večje gostote vrača k tlem. Če je radiator postavljen pravilno, pri tleh ob zunanji steni ali najbolje pod oknom, se prostor zaradi naravnega obtoka zraka enakomerno segreva. Nasprotno pa mora biti vir hladu, na primer klimatska naprava, postavljena visoko.

## Toplotni obtok v naravi

### Toplotni obtok v ozračju
Naravni toplotni obtok sodeluje pri večini meteoroloških pojavov. Različno segrevaje morja in kopnega povzroča značilne dnevno menjajoče se vetrove: burin, maestral. Toplotni obtok v ozračju sodeluje tudi pri nastanku viharjev, tornadov in  večini drugih pojavov.

### Toplotni obtok v jezerih in morjih
Toplotni obtok meša vodo v jezerih in morjih, vendar ne vedno. Če je vir toplote zgoraj, na primer sončno sevanje, ostaja toplejša voda na površini. Pozimi, ko se površina hladi, pa se hladna voda spušča proti dnu. Voda v globini jezer in morja ostaja zaradi tega celo leto hladna, pogosto tudi slabo premešana. Zaradi šibkega mešanja so spodnje plasti vode ponekod brez kisika, tam se nabirajo ostanki anaerobnega razpada organskih snovi. Pojav mrtvih spodnjih plasti vode je znan v blejskem in drugih podobnih jezerih, ter v Črnem morju.
V nekaterih morjih, zlasti v oceanih so viri toplote tudi pri dnu, na mestih kjer je zemeljska skorja tanka. V teh morjih in oceanih je voda premešana. Možno je bujno življenje tudi v večjih globinah.

#### Anomalijavode in toplotni obtok
Voda izkazuje glede na gostoto dve posebnosti: 
1. pod 4°C se pri ohlajevanju ne krči, ampak razteza
2. voda je gostejša od ledu.

Te izjemne lastnosti olajšujejo življenje v jezerih in morjih. Ker je voda najgostejša pri 4°C se spodnje plasti zelo težko shladijo pod to temperaturo. Led plava na vodi, zato nastane plast ledu na površju, ne pa da bi, kot pri ohlajanju drugih tekočin, že zgoščena trdna snov padala proti dnu. Ker le redka jezera (in nobeno morje) ne zmrznejo do dna, lahko zimo preživijo tudi bitja, ki niso prilagojena zmrzovanju.